# 為志神社
為志神社（爲志神社、いしじんじゃ）は奈良県葛城市の神社。

## 歴史
創建年代は不詳。延喜式神名帳には大和国忍海郡の項に当神社の存在が記載されている。明治に入ってから時の政府の方針により明治43年（1910年）に葛木坐火雷神社へ合祀のうえ廃止されたが、爲志神社遺蹟と題した石碑が建てられ、昭和57年（1982年）には社殿が再建されて復興した。

## 祭神
祭神は伊古比都幣尊。